# Aedes synchytus
Aedes synchytus är en tvåvingeart som beskrevs av Arnell 1976. Aedes synchytus ingår i släktet Aedes och familjen stickmyggor. Inga underarter finns listade i Catalogue of Life.